# 사가 잇페이
사가 잇페이(일본어: 佐賀 一平, 1980년 5월 20일 ~ )는 일본의 전 축구 선수이다.

## 구단 경력
과거 콘사돌레 삿포로, 몬테디오 야마가타에서 활동하였다.